# Rhododendron pomense
Rhododendron pomense är en ljungväxtart som beskrevs av John Macqueen Cowan och Davidian. Rhododendron pomense ingår i släktet rododendron, och familjen ljungväxter. Inga underarter finns listade i Catalogue of Life.